# Kabupaten Tabanan
Kabupaten Tabanan är ett kabupaten i Indonesien.   Det ligger i provinsen Provinsi Bali, i den sydvästra delen av landet, 900 km öster om huvudstaden Jakarta. Antalet invånare är 420 913. Kabupaten Tabanan ligger på ön Bali.